# Grupo Wagner
O Grupo Wagner (em russo Группа Вагнера, transliterado Grupa Vagnera) ou também PMC Wagner (russo:  ЧВК «Вагнер», transliterado ChVK «Vagner») e como Africa Corps (russo:  Африканский корпус, tr. Afrikanskiy korpus) na África, é uma organização paramilitar de origem russa. É descrito como sendo uma empresa militar privada, uma rede semioficial de mercenários e/ou um exército privado com fortes ligações ao governo russo que atua em várias regiões pelo mundo, principalmente no leste da Ucrânia (Donbass), na Síria e na África. Outros descrevem o Grupo Wagner como sendo um grupo de fachada do Departamento Central de Inteligência (GRU) das Forças Armadas Russas, que é utilizado como braço de apoio em conflitos onde a Rússia está engajada, onde pode ser necessária a negação plausível, e como forma de acobertar o número de baixas e custos financeiros da população russa. O grupo recebe equipamento e usa instalações das Forças Armadas Russas.
O Grupo Wagner era operado e financiado por Yevgeny Prigozhin, um oligarca russo e confidente pessoal de Vladimir Putin. O grupo é acusado de cometer crimes de guerra onde são inseridos, incluindo saques, estupros e massacres de civis, e de tortura e execução sumária de prisioneiros de guerra e supostos desertores. Além de frequentemente recrutar neonazistas em suas fileiras.
O Grupo Wagner recruta principalmente veteranos e ex-membros das Forças Armadas da Rússia, mas também já recrutou estrangeiros, como Sérvios, Ucranianos (principalmente Russófonos do Donbas), e Árabes Sírios e Líbios. Antes da Invasão Russa da Ucrânia em 2022 o grupo tinha um efetivo cerca de 8 000 tropas. Devido a falta de pessoal e altas baixas durante a invasão, Wagner começou a recrutar presidiários em suas fileiras. De acordo com o oficial do Pentágono John Kirby, o Grupo Wagner operava 50 000 mercenários na Ucrânia, sendo 10 000 contratados e 40 000 ex-prisioneiros em dezembro de 2022. Ganhou notoriedade pelo papel de protagonismo em ofensivas e conquistas no leste ucraniano.
Em 23 de junho de 2023, após meses de conflitos internos com o Ministério da Defesa da Federação Russa, o Grupo Wagner organizou um motim contra o alto comando das Forças Armadas, acusando as tropas russas de atacar seus homens. Durante a noite de 23 para 24 de junho, o Grupo Wagner capturou a cidade da Rostóvia do Dom, onde fica o Quartel-General do Distrito Militar Sul e partiu com um comboio para Moscou. O comboio chegou a ficar a cerca de 200 quilômetros de Moscou, mas interrompeu o avanço após Prighozhin anunciar um acordo com o governo.
Em 23 de agosto de 2023, os líderes do Grupo Wagner Prigozhin e Dmitry Utkin, morreram em um acidente de avião na Rússia. Alega-se que o avião foi deliberatamente abatido pelos militares russos.

## História

### Fundação

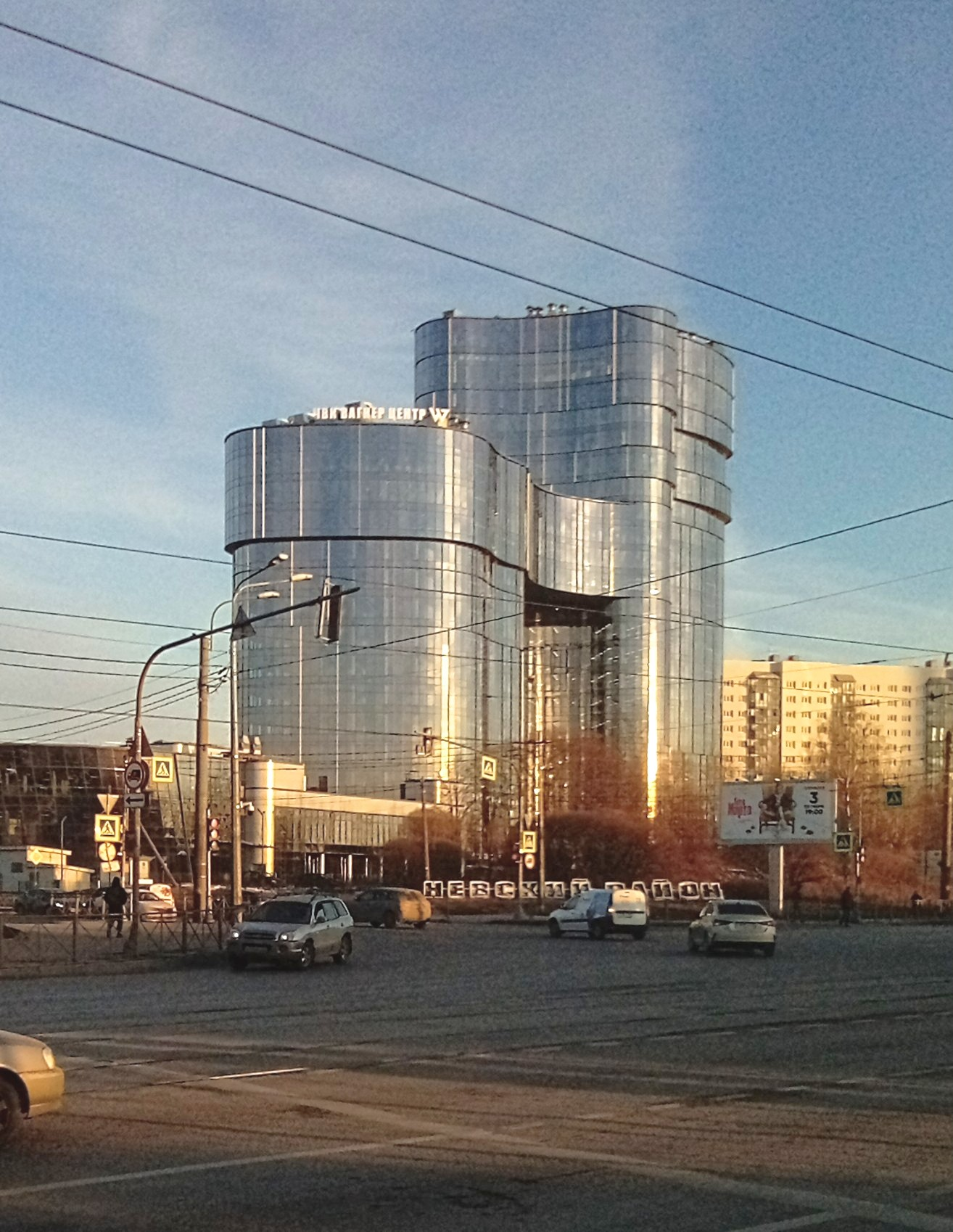
Sede do grupo em São Petersburgo

A organização teria sido fundada por volta de 2014, na Rússia. Seu primeiro e mais influente líder foi o ex-oficial do exército russo Dmitriy "Wagner" Valeryevich Utkin.
Utkin é um veterano da Primeira e Segunda Guerras na Chechênia. Até 2008 ou 2013, Utkin fez parte da Spetsnaz (forças especiais) do GRU onde chegou à patente de tenente-coronel e teria sido condecorado com a "Ordem da Bravura". Em 2013 foi recrutado para o "Corpo Eslavo", uma empresa militar privada russa registrada em Hong Kong que recrutava veteranos russos para atuar na Guerra Civil Síria em prol do governo sírio. Utkin também é acusado de ser um neonazista, possuindo tatuagens neonazistas em seu corpo, e ele é caracterizado por ter grande admiração pelo Terceiro Reich. Seu codinome "Wagner" (que dá o nome à companhia) provém de Richard Wagner, compositor favorito de Adolf Hitler, que foi transformado em símbolo pela Alemanha Nazista. Ele também é membro da "Fé Nativa Eslávica", um movimento neopagão com grande aderência por nacionalistas russos.

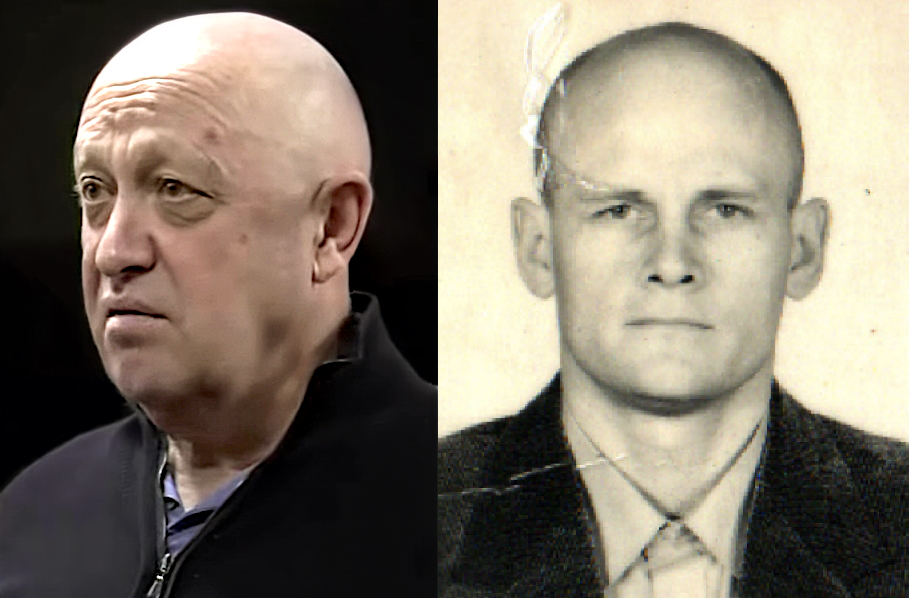
Prigozhin (esquerda) e Utkin (direita)

No entanto, acredita-se que Utkin seria apenas o comandante militar ou testa-de-ferro; o verdadeiro dono e financiador seria o oligarca russo Yevgeny Prigozhin, amigo próximo de Vladimir Putin.
Prigozhin negou qualquer comunicação com Wagner, até setembro de 2022, quando admitiu ter criado o grupo em um post na rede social russa VKontakte. Prigozhin afirmou: "Eu mesmo limpei as armas antigas, separei os coletes à prova de balas e encontrei especialistas que poderiam me ajudar com isso. A partir desse momento, em 1º de maio de 2014, nasceu um grupo de patriotas, que mais tarde passou a ser chamado O Batalhão Wagner". Anteriormente, Prigozhin havia processado Bellingcat, Meduza e o Echo of Moscow por relatarem suas ligações com o grupo mercenário.
Utkin lutou na Guerra Civil Síria em 2013 como parte do Corpo Eslavo, uma empresa militar privada que recrutava veteranos de guerra russos para lutar a favor do governo de Bashar al-Assad. Em 2014, ao retornar da Síria após operações desastrosas com o Corpo Eslavo, Utkin foi recrutado por Prighozin, juntamente com ex-combatentes do Corpo Eslavo e das Forças Armadas Russas, para formar e liderar um pequeno exército privado para fornecer soldados com negação plausível que não fossem conectados diretamente ao governo russo para a operação da Anexação da Crimeia à Federação Russa, grupo que ficou conhecido como os homenzinhos verdes.
Segundo Amy Mackinnon, do Foreign Policy, o Grupo Wagner oficialmente não existe e pode ser melhor descrito como uma rede informal de mercenários usados pela Rússia. Segundo ela, "não existe uma única empresa registrada chamada 'Wagner'. Em vez disso, o nome passou a descrever uma rede de negócios e grupos de mercenários [...] envolvidas em uma ampla gama de atividades, incluindo repressão protestos pró-democracia, em espalhar desinformação, mineração de ouro e diamantes e envolvimento em atividades paramilitares". Apesar de trabalhar diretamente para o governo russo, a legislação russa não permite o mercenarismo ou a existência de empresas militares privadas, fazendo, assim, o Grupo Wagner operar fora da lei na Rússia.
Com a invasão russa da Ucrânia em 2022, o Grupo Wagner ganhou maior papel e foi mais legitimado e oficializado pelo governo russo. Em janeiro de 2023, o Grupo Wagner foi registrado como uma entidade legal na Rússia como uma sociedade anônima chamada "PMC Wagner Center", o que incluiu a abertura um grande escritório em São Petersburgo.
Em Dezembro de 2023, foi anunciado que o Grupo Wagner na África foi renomeada para Africa Corps (russo:  Африканский корпус, tr. Afrikanskiy korpus). O que foi comparado com imutos ao Afrika Korps, a força expedicionária da Alemanha Nazista na África.

## Atividades

Mapa de países com a presença do Grupo Wagner
Rússia
Países onde o Wagner Group é conhecido por operar
Países com presença suspeita ou relatada, mas não confirmada, do Grupo Wagner

Os primeiros relatos da existência da organização emergiram por volta de 2014, durante a Guerra civil no leste da Ucrânia, quando soldados do exército ucraniano enfrentaram membros de uma organização militar misteriosa, cujos soldados falavam russo, depois disso relatos da presença dessa organização emergiram em vários países do mundo, principalmente na Síria e no Sudão, dois fortes aliados da Rússia que estão passando por guerras.
A existência da organização foi confirmada pelo governo russo em 2016, logo após fotos de um encontro que Utkin teve com o presidente da Federação Russa Vladimir Putin. Hoje, o grupo é considerado uma das maiores organizações militares privadas do mundo, apesar de muitos analistas afirmarem que a organização é na verdade um esquadrão secreto do governo russo, designado para intervir em conflitos onde a Rússia está envolvida. Há comprovações de que em suas fileiras encontram-se atuando não somente russos, como também ucranianos e sérvios, estes últimos em menor número, até mesmo por tratar-se de uma organização extremamente xenófoba com notícias de ligações com organizações neonazistas.

### Ucrânia

#### Crise da Crimeia
O Grupo Wagner estiveram ativos pela primeira vez em fevereiro de 2014 na Crimeia durante Crise da Crimeia, onde operaram em linha com unidades regulares do exército russo, desarmaram o exército ucraniano e assumiram o controle das instalações. A aquisição da Crimeia foi quase sem derramamento de sangue. Os mercenários, juntamente com os soldados regulares, eram chamados de "pessoas educadas" na época devido ao seu comportamento bem-educado. Eles se mantinham isolados, carregavam armas que não estavam carregadas e, na maioria das vezes, não faziam nenhum esforço para interferir na vida civil. Outro nome para eles era "homenzinhos verdes", pois usavam máscaras, usavam uniformes verdes do exército sem identificação e sua origem era inicialmente desconhecida.

#### Guerra em Donbas
Após a tomada da Crimeia, cerca de 300 mercenários foram enviados para a região do Donbass, no leste da Ucrânia, onde começou um conflito entre o governo ucraniano e as forças pró-russas. Com sua ajuda, as forças pró-Rússia conseguiram desestabilizar as forças de segurança do governo na região, imobilizar operações de instituições governamentais locais, apreender depósitos de munição e assumir o controle de cidades. Os PMCs realizaram ataques furtivos, reconhecimento, coleta de informações e escoltavam VIPs. O Grupo Wagner atuava majoritariamente na República Popular de Lugansk.

Insígnia do Grupo Rusich. Unidade do Grupo Wagner que atua parte das Forças separatistas Pró-Rússia de Donbas.

O principal destacamento do Grupo Wagner ativa no Donbass é o Grupo Rusich. Uma unidade de Forças Especiais especializada em reconhecimento, sabotagem e assalto, atuando na época dentro do Exército do Sudeste (futura Milícia Popular de Luhansk). O Grupo Rusich é notável pelos laços explícitos com movimentos de extrema-direita na Rússia, recrutamento de soldados dentro de movimentos neonazistas, neofacistas e supremacistas brancos. Sua insígnia é uma Kolovrat, a suástica eslava, usada por extremistas de extrema-direita na Rússia, além de seus membros usaram outros símbolos de extrema-direita como a Runa Tiwaz (ᛏ), Valknut e o tricolor amarelo-branco-preto do Império Russo. Foi fundada pelos neonazistas Alexey Milchakov e Yan Petrovsky no verão de 2014, depois de se formarem em um programa de treinamento paramilitar dirigido pela organização neonazista Movimento Imperial Russo.
Após o fim das principais operações de combate e o cessar-fogo na Guerra do Donbass. O governo russo organizou um expurgo das Forças separatistas de Donbas, visando eliminar dissidentes e comandantes agindo de maneira rebelde e independente. O Grupo Wagner auxiliou os serviços de inteligência (o FSB e o GRU) em realizar esses assassinatos. O Grupo Wagner ainda auxiliou em desarmar unidades rebeldes pró-Rússia que se recusavam a se integrar à cadeia de comando da República Popular de Donetsk (RPD) e Lugansk (RPL).  Wagner deixou a Ucrânia e voltou para a Rússia no outono de 2015, com o início da intervenção militar russa na Guerra Civil Síria.
Em 2017 houve uma luta pelo poder na República Popular de Lugansk entre o presidente Igor Plotnitsky e o ministro do interior Igor Kornet, que Plotnitsky ordenou que fosse demitido, enquanto Kornet se negou e ameaçou usar tropas sob seu controle para dar um golpe de estado. Durante o tumulto, homens armados em uniformes sem identificação tomaram posições no centro de Luhansk. Os soldados foram posteriormente revelados como membros do Grupo Wagner.

#### Invasão Russa de 2022
Em fevereiro de 2022, com o agravamento das tensões causadas pela crise russo-ucraniana, foi reportado que as tropas do Grupo Wagner na África foram movidas para o Leste da Ucrânia. Com a invasão da Ucrânia pela Rússia em 2022, foi reportado que o Grupo Wagner teria sido encarregado de assassinar figuras importantes do governo ucraniano, como o Presidente Volodymyr Zelensky. Em 3 de março, Zelenskyy havia sobrevivido a três tentativas de assassinato, duas das quais supostamente orquestradas pelo Grupo Wagner.

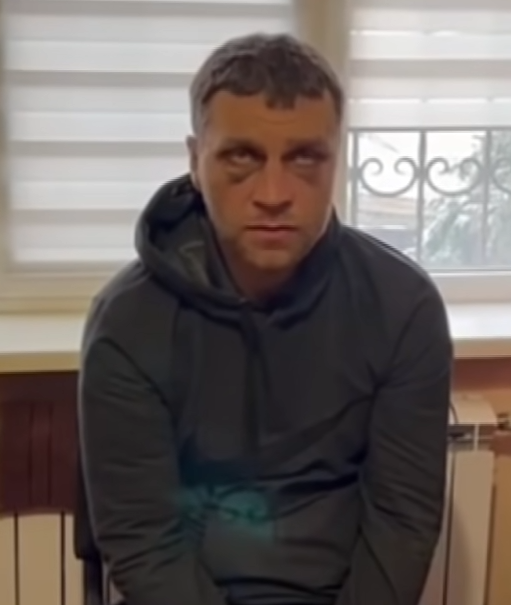
Mercenário do Grupo Wagner capturado na Ucrânia

Em 8 de março, os militares ucranianos afirmaram ter matado os primeiros membros Wagner PMC desde o início da invasão russa. Devido as baixas altas das forças de invasão Russas na Ucrânia e a falta de pessoal, o Grupo Wagner começou a ser empregado em força maior na Ucrânia. No final de março, esperava-se que o número de soldados do Grupo Wagner na Ucrânia triplicasse de cerca de 300 no início da invasão para pelo menos 1 000, e que eles se concentrassem na região do Donbass, no leste da Ucrânia. A primeira grande operação militar foi a Batalha de Popasna. Onde as forças Wagner serviram como principal força de assalto na cidade, juntamente com forças da Milícia Popular de Luhansk. Em 22 de Abril, as Forças Armadas da Ucrânia derrotaram uma unidade de soldados que eram Líbios e Sírios em Popasna, que tinham dinheiro e documentos de seus países locais além de terem deixado grafite em árabe em uma cidade local. Os mercenários estariam sob o comando do Grupo Wagner.
Em 7 de Abril, o Serviço Federal de Inteligência da Alemanha acusou o Grupo Wagner de ter participado no Massacre de Bucha, baseado em ligações interceptadas.
Com a Ofensiva do leste da Ucrânia, foi reportado que o Grupo Wagner foi a uma das maiores forças na Batalha de Severodonetsk e na Batalha de Lysychansk, e a principal força de assalto na Batalha de Bakhmut.
Em Julho, foi reportado que devido a falta de soldados na invasão em geral, o Grupo Wagner estaria recrutando soldados de prisões russas para compensar, os prisioneiros são oferecidos pagamentos e diminuição da pena. Segundo familiares dos prisioneiros, os contratos não eram registrados em nenhum lugar e os prisioneiros seriam enviados para a guerra sem seus documentos de identidade. Em 16 de setembro, um vídeo circulou na internet onde mostrava Yevgeny Prigozhin fazendo um discurso aos prisioneiros de uma colônia penal em Mari El prometendo liberdade aos que servirem no Grupo Wagner por seis meses e um salário de 100 000 rublos por mês. Prigozhin disse aos presos que eles não seriam usados como "bucha de canhão", dizendo que a probabilidade de morte é de 15%, com base em uma implantação "experimental" anterior dos presos de prisões de São Petersburgo. No entanto, Soldados ucranianos e ex-presidiários prisioneiros de guerra do Grupo Wagner descrevem o uso de prisioneiros recrutados como descartáveis. Na Batalha de Bakhmut, os presidiários são usados como "isca humana", com condenados pouco armados e pouco treinados sendo enviados em ataques de onda humana para atrair e expor as posições ucranianas ao ataque por unidades russas mais experientes ou artilharia.
Em Bakhmut, o Grupo Wagner liderou o assalto na cidade. Apesar de ser um alvo com relativamente pouca importância estratégica, o assalto Wagner em Bakhmut foi a única localização da Ucrânia onde a Rússia continuava em uma ofensiva e tinham a iniciativa, se tornando o ponto focal da Guerra da Ucrânia.
Em 13 de novembro de 2022, foi publicado um vídeo que mostrava o Grupo Wagner realizando uma execução sumária de seu ex-soldado Yevgeny Nuzhin por suposta traição, quebrando sua cabeça com uma marreta. Nuzhin havia previamente se rendido para os ucranianos e deu uma entrevista a um jornalista ucraniano, onde confirmou que foi recrutado em uma prisão. E teria se voluntariado a participar de uma troca de prisioneiros. Prigozhin disse que "o show demonstra que [Nuzhin] não encontrou a felicidade na Ucrânia, mas conheceu doentes". Ele também chamou isso de "grande show" e "incrível trabalho de diretor", expressando "esperança" de que "nenhum animal tenha sido ferido na produção". Um desertor do Exército Sírio, Hamadi Bouta, já havia sido executado com uma marreta de maneira semelhante em 2017. Após esses incidentes, a "marreta" se tornou um símbolo do Grupo Wagner: Apoiadores e membros do grupo começaram a tirar fotos de si segurando marretas reais e réplicas em fotografias compartilhadas online; Em novembro, logo após uma resolução da União Europeia designando a Rússia como um estado patrocinador do terrorismo, Prigozhin enviou uma marreta manchada com sangue falso ao Parlamento Europeu. Isso foi seguido por outro incidente no qual um grupo de ultranacionalistas russos atirou marretas na Embaixada da Finlândia em Moscou.
Em 1 de maio de 2023, Yevgeny Prigozhin afirmou no seu canal no Telegram que havia um grave problema de falta de munição para suas tropas Wagner, alegando que suas forças precisam de trezentas toneladas por dia. Em um post separado, ele disse que os mercenários Wagner avançavam cerca de 120 metros em troca da perda de cerca de oitenta e seis combatentes. Prigozhin fez um vídeo, onde cercado de corpos de combatentes Wagner, ataca Shoigu e Gerasimov onde ele acusa os dois homens de não entregar munição. Quatro dias depois, a liderança do Grupo Wagner afirmou que começaria a retirar seus mercenários da luta em Bakhmut, citando a falta de munição e apoio do Kremlin, criticando a liderança do Ministério da Defesa da Federação Russa Sergei Shoigu e Valery Gerasimov, dizendo: "porque na ausência de munição [o pessoal de Wagner está] condenado a morrer sem sentido". Ao mesmo tempo de suas falas sobre problemas de munição e brigas internas, a Ucrânia começou uma contraofensiva em Bakhmut que viu as forças russas perderem território na cidade.
Maio e Junho viram o aumento do brigas internas entre o Grupo Wagner e o Alto Comando das Forças Armadas Russas. Em 19 de maio o Grupo Wagner afirmou que haviam "capturado" Bakhmut e afirmaram que stavam retirado todas suas forças de Bakhmut. Prighozin continuou nos próximos dois meses publicando vários posts e vídeos no Telegram que atacavam Shoigu e Gerasimov. Em 5 de Maio, um vídeo surgiu onde um tenente-coronel do exército russo admite ter ordenado suas tropas a abrir fogo em combatentes Wagner devido a animosidade com suas tropas, em retaliação ele foi capturado por soldados do Grupo Wagner e torturado. O oficial ainda afirmou que o Grupo Wagner teria roubado equipamentos de sua unidade, incluindo um carro de combate T-80.
Em 10 de Junho, o Ministério da Defesa da Federação Russa anunciou que todas as "formações voluntárias" (empresas militares privadas e outros grupos menores autônomos) deveriam assinar contratos com o ministério até 1º de julho como forma de formalizar a hierarquia e limitar a independência do Grupo Wagner e outros grupos semelhantes. Prigozhin respondeu desafiando as ordens do ministério e afirmou que não assinaria nenhum contrato, acusando Shoigu de incompetência, contrastando a “estrutura altamente eficiente” de Wagner com a do exército convencional.

#### Rebelião contra o Ministério da Defesa

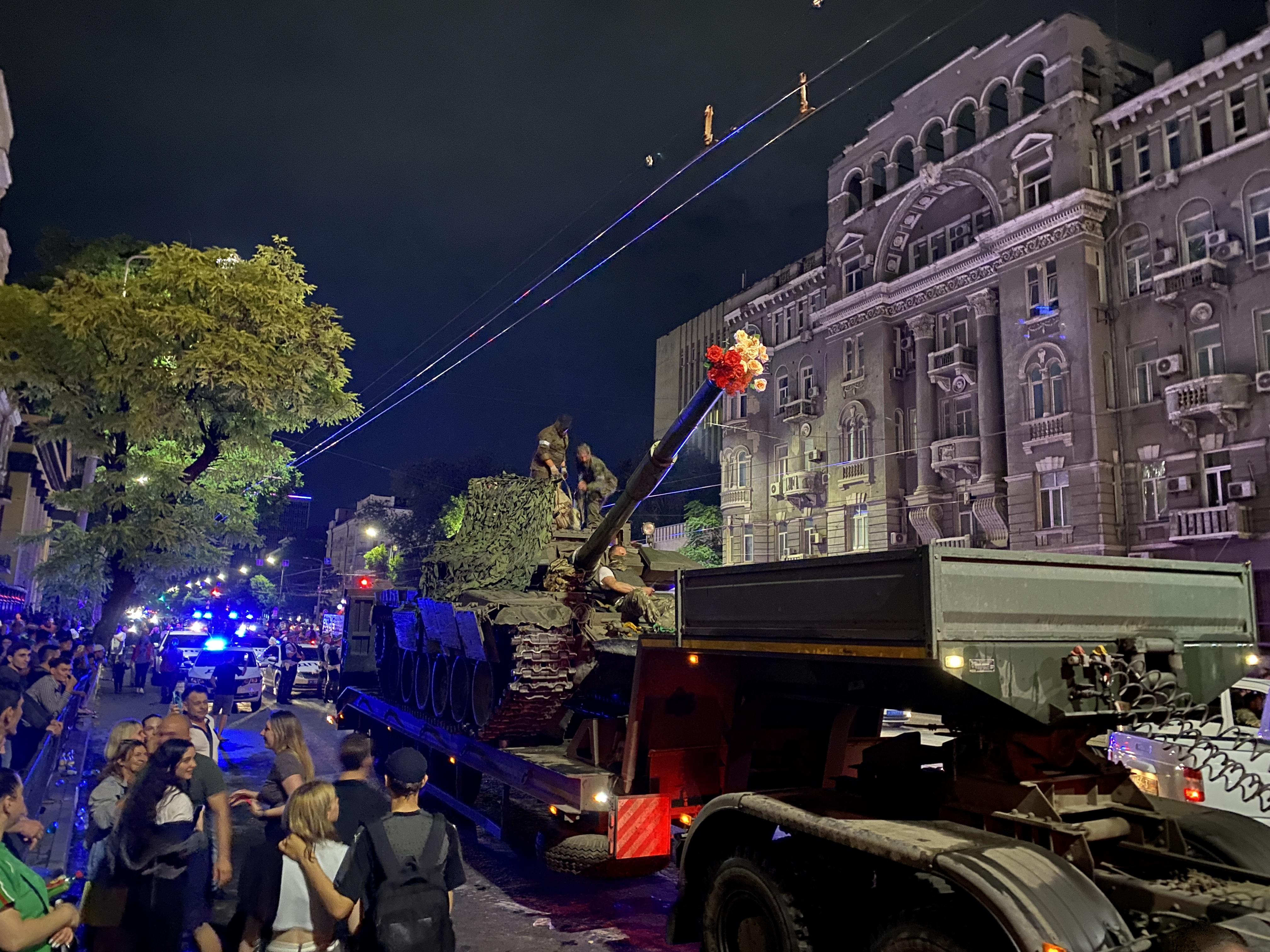
Tanque do Grupo Wagner com flores em seu canhão na Rostóvia do Dom durante a Rebelião do Grupo Wagner

No dia 23 de junho de 2023, o então chefe do grupo Wagner acusou a liderança militar russa de atacar um de seus acampamentos militares e matar uma “grande quantidade” de suas forças mercenárias. Em seguida, prometeu atacar as forças oficiais russas como represália. Em consequência disso, em Moscou, as medidas de segurança foram intensificadas. Prigozhin promete retaliação: “Muitas dezenas, dezenas de milhares de vidas, de soldados russos serão punidas”, disse Prigozhin. “Peço que ninguém oponha resistência. Aqueles que mostrarem tal resistência, consideraremos isso uma ameaça e os destruiremos imediatamente. Isso inclui qualquer bloqueio de estrada em nosso caminho, qualquer aeronave vista sobre nossas cabeças”.
No mesmo dia, os soldados do Grupo Wagner cruzaram a fronteira da Rússia e iniciaram uma marcha para Moscou resultando na Rebelião do Grupo Wagner. Em resposta o governo russo declarou um "regime de antiterrorismo" nas regiões onde o Wagner estava, o Serviço Federal de Segurança (FSB) abriu um processo criminal contra Prigozhin por "incitar uma revolta armada" e o Presidente da Rússia Vladimir Putin denunciou os amotinados em um pronunciamento aberto na televisão russa.
Na madrugada as tropas do Grupo Wagner logo tomaram a cidade estratégica da Rostóvia do Dom, onde fica o Quartel-General do Distrito Militar Sul. Logo o comboio partiu ao norte, enquanto uma guarnição e Prigozhin ficaram na Rostóvia. Logo o comboio chegou cidade de Voronej e depois Lipetsk onde chegaram cerca de 200km de Moscou. Houve combates esporádicos entre as forças de segurança russas e o Grupo Wagner, resultando na morte de 13-20 russos, e cerca de seis helicópteros e uma aeronave de comando foram derrubadas pelas forças Wagner.
Os mercenários se retiraram do território russo no dia seguinte após uma negociação entre Yevgeny Prigozhin, chefe do Grupo Wagner, Vladimir Putin e intermediada pelo presidente da Bielorrússia, Aleksandr Lukashenko.

### Oriente Médio

#### Síria
O grupo começou a agir na Guerra Civil Síria em 2015 durante a Intervenção russa na Guerra Civil Síria. Os mercenários do Grupo Wagner protegeram poços de petróleo e gás natural do governo Síria, além de treinar soldados sírios e milicianos pró-governo. O Grupo Wagner também participou em operações de combate na Ofensiva de Alepo, Batalha de Palmira, Ofensiva de Palmira e na Campanha ao centro da Síria.
Em 2018, no leste da Síria na província de Deir Zor, militares das Forças Armadas da Síria liderados por mercenários russos do Grupo Wagner, somando quase 500 soldados com tanques e veículos de transporte blindado, atacaram e tentaram capturar um posto avançando conjunto do grupo Curdo das Forças Democráticas Sírias (FDS) e das Forças Especiais dos Estados Unidos, localizado próximo ao campo de gás natural de Khasham no Rio Eufrates. Os russos e os estadunidenses haviam concordado em fazer o Rio Eufrates como uma linha de demarcação de seus proxies e o ataque teria sido aparentemente feito sem provocação. As forças estadunidenses entraram em contato com suas contraparte russa, que negaram que haviam quaisquer forças russas na região. O ataque começou com um bombardeio com artilharia que deixou um guerrilheiro da FDS ferido, como retaliação, as forças estadunidenses reagiram com um bombardeio das forças sírio-russas com lançadores múltiplo de foguetes HIMARS, obuseiros M-777, helicópteros AH-64 Apache, drones MQ-9 Reaper, e aviões F-22 Raptor, F-15E Strike Eagle, AC-130 e B-52 Stratofortress, dizimando as forças atacantes. Relatos diversos apontam que as baixas entre as forças russas do Grupo Wagner variam entre 100 ou 200 mortos, com quase 300 mortes ao todo (contanto com as forças sírias) e inúmeros feridos.
Em 2018, jornalista investigativo russo Maxim Borodin morreu de forma suspeita após cair de seu apartamento do décimo-quinto andar após publicar um artigo sobre as mortes de mercenários do Grupo Wagner na Síria.

#### Líbia
O Grupo Wagner também compôs parte fundamental da estratégia russa na Intervenção russa na Segunda Guerra Civil Líbia. Providenciando tropas para a facção de Khalifa Hafter (o Exército Nacional Líbio) em 2018. As forças do Grupo Wagner foram reportadas sendo altamente efetivas devido a sua organização e equipamentos superiores aos militantes do Governo do Acordo Nacional. O Pentágono dos Estados Unidos revelou que os Emirados Árabes Unidos estavam financiando as Empresas militares privadas russas na Líbia e eram o principal financiador do Grupo Wagner. Em 2020, após a retirada das tropas do Exército Nacional e do Grupo Wagner de Trípoli, Líbia. Uma Mesquita foi encontrada vandalizada por integrantes do Grupo Wagner. A mesquita foi parcialmente incendiada e foram deixadas pichações com slogans e símbolos neonazistas—como os números 14/88, suásticas, insultos à muçulmanos escritos em russo, latas de ensopado de porco (cujo consumo não é permitido no islã) e a mensagem racista "Não há preto nas cores do Zenit" usado pelos Ultras radicais do Zenit São Petersburgo que são contra a contratação de jogadores negros.

### África

#### República Centro-Africana

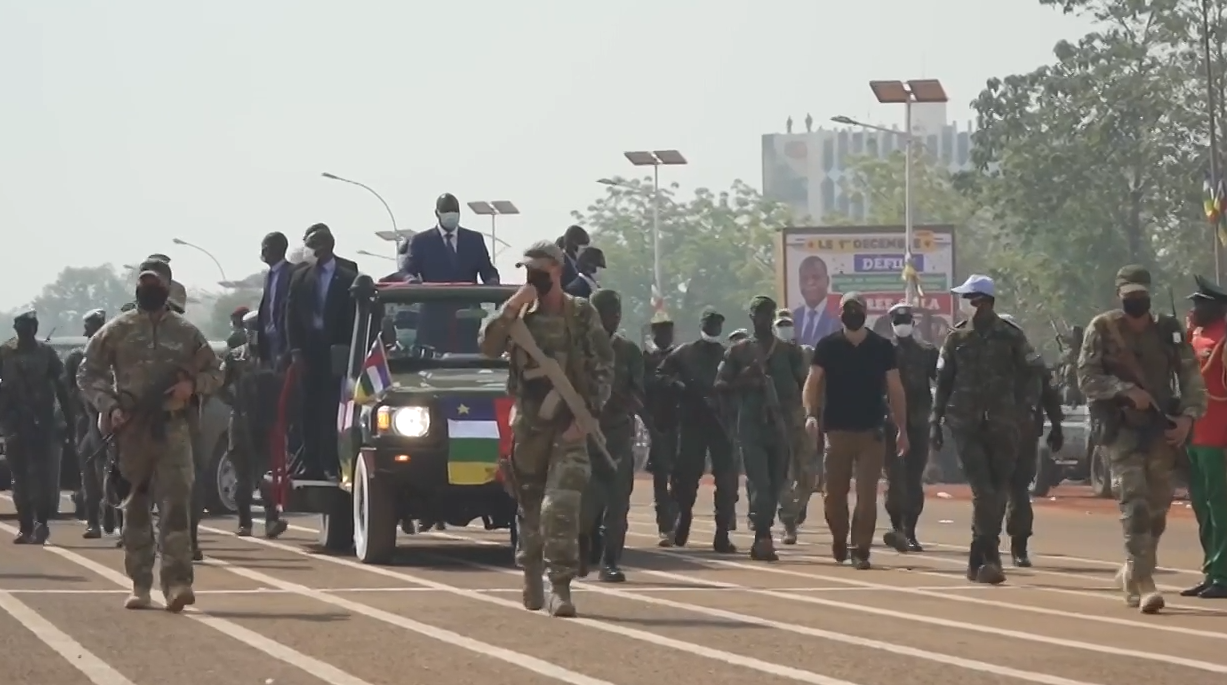
Mercenários russos do Grupo Wagner fornecendo segurança para o comboio do Presidente da República Centro-Africana.

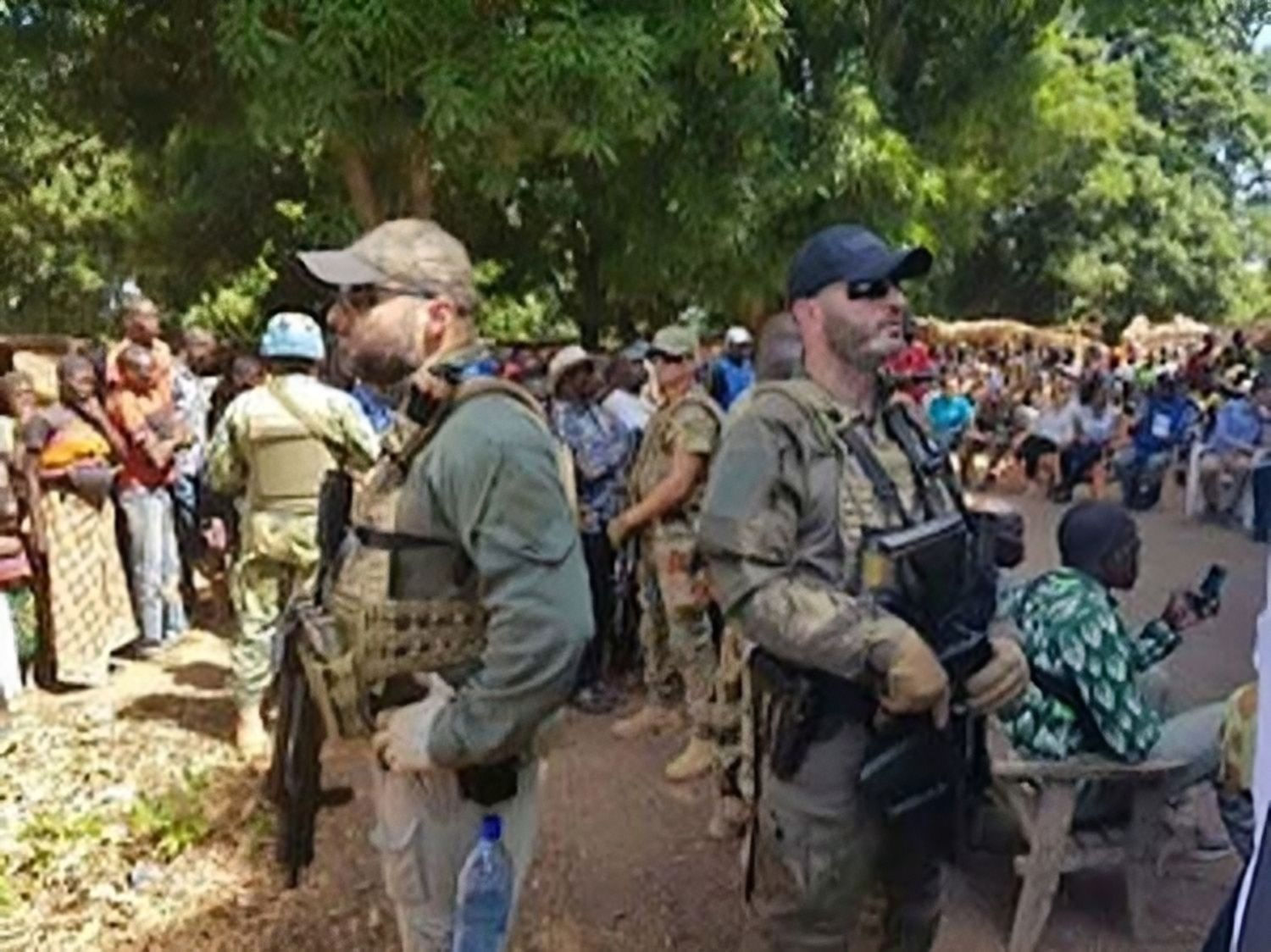
Mercenários russos do Grupo Wagner em Koundili, República Centro-Africana.

Em 2018, o governo russo anunciou que começaria a enviar "instrutores" para a República Centro-Africana para suposto treinamento do soldados contra forças rebeldes. As forças enviadas incluem tanto tropas regulares das Forças Armadas quanto do grupo Wagner. O país está em estado de guerra civil desde 2012 e a Rússia substituíra o papel que era feito pela França após a retirada de suas forças militares em 2016. Entretanto, relatórios de vários observadores independentes averiguaram que os mercenários do Grupo Wagner não apenas estavam treinando as forças militares centro-africanas, como entrando em situações de combate e principalmente guardando as lucrativas minas de diamante do país. Em 2018, o Serviço de Segurança da Ucrânia acusou o Grupo Wagner de tráfico e contrabando de diamantes de pedras preciosas, operando empresas de fachada de metais preciosos ligadas a Yevgeny Prigozhin. Em 2019, três ONGs de direitos humanos apontaram que a empresa Diamville, fundada em 2019, era uma fachada do Grupo Wagner; Prigozhin rejeitou o relatório como "propaganda ocidental" e sarcasticamente afirmou que Emmanuel Macron era o proprietário de Diamville. Em 2021, um relatório interno vazado da União Europeia apontou que a maioria das unidades do exército centro-africano estava sob comando do Grupo Wagner, incluindo pelo menos um batalhão treinado por países membros da UE, quebrando acordos assinados entre a UE e a RCA. O relatório ainda informava que "O WG [Grupo Wagner] também estabeleceu uma sólida influência no estado-maior das Forças Armadas da África Central e em outras instituições governamentais".
Em 2019, três jornalistas russos de oposição (Kirill Radchenko, Alexander Rastorguev Yurisch e Orkhan Dzhemal Yurisch) investigando as atividades do Grupo Wagner e do governo russo na República Centro-Africana foram mortos em uma emboscada por combatentes desconhecidos. O motorista sobreviveu ao atentado e alegou que foram "homens de turbante falando árabe" (apesar de estarem longe da região que fala árabe no país). Investigações de jornalistas independentes do Bellingcat afirmam que o ataque foi feito por policias da Gendarmaria Centro-Africana sob mando de agentes russos.
Em 2022, a República Centro-Africana foi descrita pelo The New York Times como um Estado vassalo russo. Quando Touadéra chegou ao poder em 2016, ele tinha controle sobre 20% do país. Touadéra recorreu ao Grupo Wagner para recuperar o controle do país. O Grupo Wagner atua na região em troca de uma licença não tributada para explorar e exportar diamantes, ouro e madeira de florestas virgens do país. Em 2023, 97% do território do país estava sob controle do governo. Ainda de acordo com o The New York Times, foi por ordem de um diplomata russo, Yevgeny Migunov, que o primeiro ministro do país, Faustin-Archange Touadéra,  aboliu a restrição constitucional que limita um presidente a dois mandatos. 

#### Sudão
Em entrevista ao The Insider em dezembro de 2017, o veterano oficial russo Igor Girkin disse que os PMCs Wagner estavam presentes no Sudão do Sul e possivelmente na Líbia. Vários dias antes da publicação da entrevista, Strelkov afirmou que o Grupo Wagner estavam sendo preparados para serem enviados da Síria para o Sudão ou Sudão do Sul depois que o presidente do Sudão, Omar al-Bashir, disse ao presidente da Rússia, Putin, que seu país precisava de proteção "das ações agressivas dos EUA". Em meados de dezembro de 2017, um vídeo surgiu mostrando soldados Wagner treinando membros das forças armadas sudanesas, confirmando assim a presença de Wagner no Sudão e não no Sudão do Sul.
Em meados de abril de 2023, confrontos eclodiram no Sudão entre as Forças Armadas Sudanesas (SAF), amplamente leais ao general Abdel Fattah al-Burhan, e as Forças de Suporte Rápidas (RSF), seguindo o general Dagalo. Posteriormente, algumas fontes diplomáticas sudanesas e regionais afirmaram que o Grupo Wagner havia fornecido mísseis terra-ar ao RSF contra o SAF.

### Moçambique
Também no mesmo ano, para combater as forças do Estado Islâmico na África Central na Insurgência islâmica no Cabo Delgado, o governo de Moçambique pediu ajuda de forças estrangeiras. A Rússia enviou um contingente do Grupo Wagner para auxiliar as Forças Armadas de Defesa de Moçambique. Entretanto, as tropas do Grupo Wagner foram geralmente ineficazes em combater as forças do Estado Islâmico ou até de cooperar com forças locais. As forças do grupo Wagner sofreram baixas altas, com um incidente em que 7 mercenários foram capturados e degolados por insurgentes do EI em Outubro de 2019. Analistas e especialistas em segurança consideraram que a Wagner estava com dificuldades em Moçambique porque operavam num teatro onde não tinham muita experiência e estariam "fora da zona de conforto" em Moçambique.

### Mali

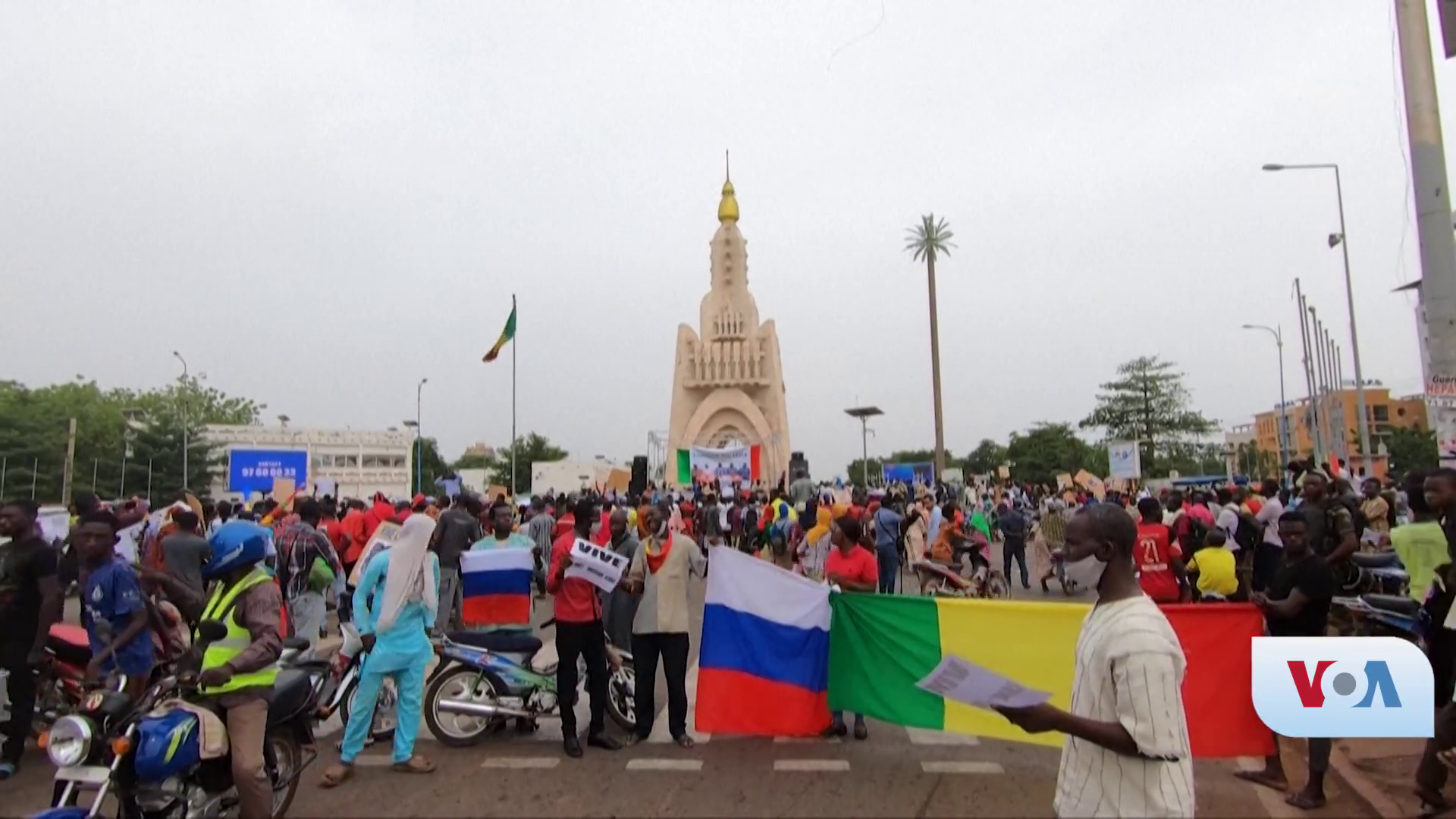
Manifestação de apoio ao Exército do Mali e o Grupo Wagner em Bamaco após o Golpe de Estado no Mali em 2021

Em 2021, foi confirmado que tropas russas do Grupo Wagner foram vistas no Mali, lutando a favor do governo contra insurgentes islamistas na Guerra Civil do Mali. A França, aliado do Mali na guerra, fortemente condenou o uso dos mercenários do Grupo Wagner. Em Março de 2022, as forças do Grupo Wagner junto com tropas do Exército do Mali foram acusadas de realizar um massacre de 300 a 500 civis no vilarejo de Moura.

### Outros

#### Venezuela
Em 2019, foi relatado que um grupo de quatrocentos mercenários pertencentes a organização foram enviados para a Venezuela para defender o governo do presidente Nicolás Maduro em meio à grave crise política que afetou o país.
Uma fonte russa anônima próxima ao Grupo Wagner afirmou que outro grupo de empresas militares privadas já havia chegado antes das eleições presidenciais de maio de 2018. Antes do início dos protestos em 2019, os PMCs estavam na Venezuela principalmente para fornecer segurança aos interesses comerciais russos, como a empresa de energia russa Rosneft. Eles ajudaram no treinamento da Milícia Nacional Venezuelana e dos paramilitares pró-Maduro Colectivos em 2018. O embaixador da Rússia na Venezuela, Vladimir Zayemsky, negou a existência de Wagner na Venezuela.